# Aksai Jessaulowski
Der Aksai Jessaulowski (russisch Акса́й Есау́ловский, auch Гнило́й Акса́й (Gniloi Aksai)) ist ein linker Nebenfluss des Don in der russischen Oblast Wolgograd.
Der Aksai Jessaulowski entspringt in den Jergenihügeln etwa 60 km südlich von Wolgograd. Von dort fließt er anfangs in südlicher Richtung, wendet sich jedoch später allmählich nach Westen. Er passiert das Rajonverwaltungszentrum Oktjabrski, sowie die Ortschaften Saliwski und Pugatschewskaja, bevor er in das östliche Ufer des Zimljansker Stausees mündet.
Der Aksai Jessaulowski hat eine Länge von 179 km. Sein Einzugsgebiet umfasst 2588 km². Sein Flusslauf ist stark gewunden. Der Fluss wird hauptsächlich von der Schneeschmelze gespeist. Der mittlere Abfluss beträgt 38 m³/s. In den Sommermonaten fällt der Oberlauf trocken. Zwischen Anfang Dezember und Mitte März ist der Aksai Jessaulowski eisbedeckt. Das Flusswasser wird zu Bewässerungszwecken abgeleitet.